# Paraphemone multimaculata
Paraphemone multimaculata är en skalbaggsart som beskrevs av J. Linsley Gressitt 1935. Paraphemone multimaculata ingår i släktet Paraphemone och familjen långhorningar. Inga underarter finns listade i Catalogue of Life.